# El Corte Inglés
El Corte Inglés är Spaniens största varuhuskedja och är också ägare till flera affärskedjor som till exempel Hipercor, Supercor och Opencor.

## Historia
1934 köpte grundaren Ramón Areces ett skrädderi (som hade öppnats 1890) och låg på en av Madrids mest centrala gator, calle Preciados, och gjorde den till ett aktiebolag. 1940 omvandlade han det till det nuvarande bolaget El Corte Inglés, S.A.
Vid Areces död 1989, utsågs Isidoro Álvarez till efterträdare och kom snabbt att bli en av de mäktigaste männen i Spanien. 1995 köpte El Corte Inglés upp sin främste konkurrent Galerías Preciados, som hade gått i konkurs.
Expansionen internationellt började 2001 i Portugal, med ett varuhus i Lissabon, följt 2006 med ett varuhus i Vila Nova de Gaia, nära staden Porto.

## Flaggskeppet i Madrid
Den största butiken i varuhuskedjan ligger på Calle Raimundo Fernández Villaverde 79 i Madrid. Det omfattar flera byggnader och erbjuder varor från en lång rad kända varumärken. Klädsortimentet omfattar designers som James Purdey and Sons, Louis Vuitton, Cartier, Armani, Gucci, Loewe, Bulgari, Dior, Dior Homme, Georges Rech, Hugo Boss, Boss Woman, Zegna, Burberry, Façonnable, Pal Zileri, Paul & Shark, Lacoste, Pavillon Christofle, Carolina Herrera, Escada, Lloyd’s, Purificación Garcia, Caroll Paris, Amitie, Episode, varumärken som (Emidio Tucci, Dustin) och många fler.

## Omfattning
El Corte Inglés har för närvarande 61 varuhus varav 59 i Spanien och två i Portugal. Hipercor som är en lågprisvaruhuskedja har 38 varuhus. Supercor är livsmedelsbutiker. Opencor är närlivsbutiker med generösa öppettider. Exempel på andra specialaffärer i verksamheten är resebyrån Viajes El Corte Inglés och Bricor för byggvaror.